# Gordola
Gordola (in dialetto ticinese Gordora) è un comune svizzero di 4 792 abitanti del Canton Ticino, nel distretto di Locarno.

## Geografia fisica
Il comune sorge all'imbocco della valle Verzasca, sulla sponda sinistra dell'omonimo fiume; nel territorio comunale è compresa una parte del lago di Vogorno.

## Storia

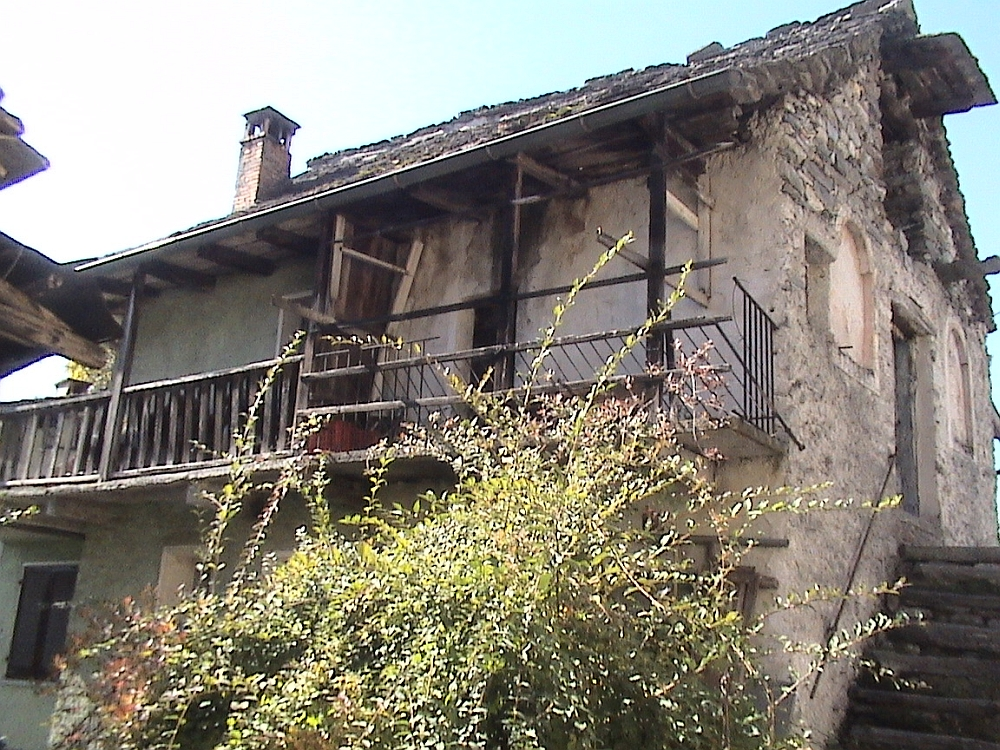
Rustico a Gordola

Gordola è registrato nei documenti come Gordora nel 1200 e Gordolla/Gordolle nel 1219. Durante il Medioevo Gordola era l'unica comunità tra quelle che formavano il Comune Grande di Locarno a poter eleggere direttamente il proprio parroco. A partire dal Trecento gli abitanti della Valle Verzasca trascorrevano la stagione invernale a Gordola e sul Piano di Magadino. Con il tempo questo trasferimento invernale divenne definitivo..

## Monumenti e luoghi d'interesse
- Chiesa di Sant'Antonio Abate, attestata dal XVI secolo[2]
- Diga di Contra

## Società

### Evoluzione demografica
L'evoluzione demografica è riportata nella seguente tabella:
Abitanti censiti

## Geografia antropica

### Frazioni
- Gordemo, situato all'imbocco della valle Verzasca presso la diga di Contra, conta più di 200 di abitanti ed è meta turistica per la vista panoramica sul Lago Maggiore e il Piano di Magadino[senza fonte].

## Infrastrutture e trasporti

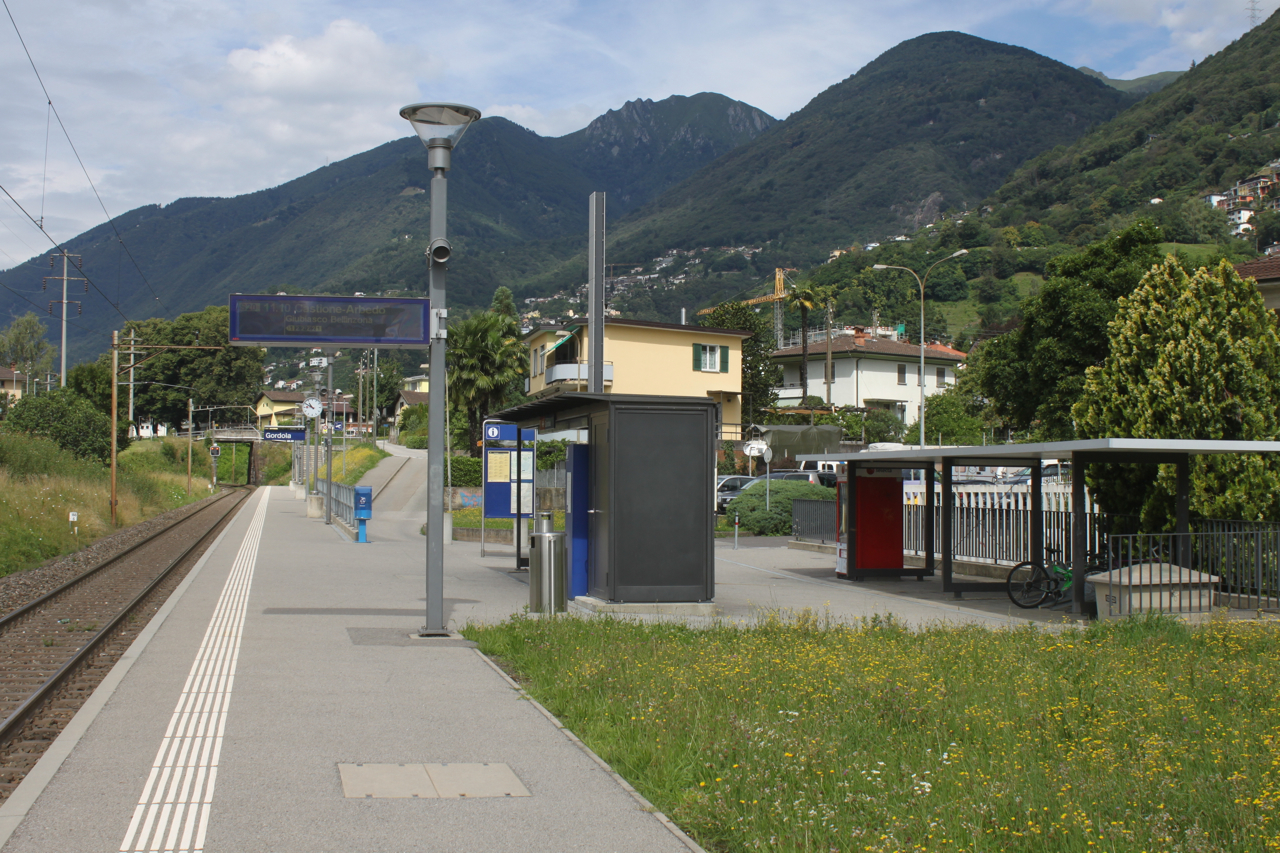
La stazione di Gordola

Il paese è servito dalla stazione di Gordola della ferrovia Bellinzona-Locarno; presso Gordola sorgono l'aeroporto di Locarno-Magadino, civile e militare, e l'eliporto di Gordola.

## Amministrazione
Ogni famiglia originaria del luogo fa parte del cosiddetto comune patriziale e ha la responsabilità della manutenzione di ogni bene ricadente all'interno dei confini del comune.